# Liste der Bischöfe von Warrington
Die Liste der Bischöfe von Warrington stellt die bischöflichen Titelträger der Church of England, der Diözese von Liverpool, in der Province of York dar. Der Titel wurde nach der Stadt Warrington benannt.
| Liste der Bischöfe von Warrington | Liste der Bischöfe von Warrington | Liste der Bischöfe von Warrington | Liste der Bischöfe von Warrington                     |
| Von                               | Bis                               | Name                              | Anmerkungen                                           |
| --------------------------------- | --------------------------------- | --------------------------------- | ----------------------------------------------------- |
| 1918                              | 1920                              | Linton Smith                      | danach Bischof von Hereford und Bischof von Rochester |
| 1920                              | 1927                              | Edwin Kempson                     |                                                       |
| 1927                              | 1946                              | Herbert Jones                     |                                                       |
| 1946                              | 1960                              | Charles Claxton                   | danach Bischof von Blackburn                          |
| 1960                              | 1969                              | Laurence Brown                    | danach Bischof von Birmingham                         |
| 1970                              | 1975                              | John Bickersteth                  | danach Bischof von Bath und Wells                     |
| 1976                              | 1996                              | Michael Henshall                  |                                                       |
| 1996                              | 2000                              | John Richard Packer               | danach Bischof von Ripon und Leeds                    |
| 2000                              | 2009                              | David Jennings                    |                                                       |
| 2009                              | 2018                              | Richard Blackburn                 | vorher Erzdiakon von Sheffield und Rotherham          |
| 2018                              | Gegenwart                         | Beverley Mason                    |                                                       |